# チュニジアの歴史
チュニジアの歴史（チュニジアのれきし、アラビア語: تاريخ تونس、フランス語: Histoire de la Tunisie）では、現在のチュニジア共和国に相当する地域の歴史について述べる。

## 先史時代
ルイジ・ルーカ・カヴァッリ＝スフォルツァは、現在のチュニジアに当たる地域には紀元前10,000年頃に西アジアから原地中海人種とされる人々が移動してきたとする説を唱えている。
タドラルト・アカクス（1万2000年前）やタッシリ・ナジェールに代表されるカプサ文化（1万年前 - 4000年前）と呼ばれる石器文化を築いた人々がベルベル人の先祖と考えられており、チュニジア周辺から北アフリカ全域に広がったとみられている。カプサ文化は北アフリカではen:Iberomaurusian以前に存在した。
紀元前4,000年ごろにサハラが乾燥し、砂漠化した。

## カルタゴの興亡

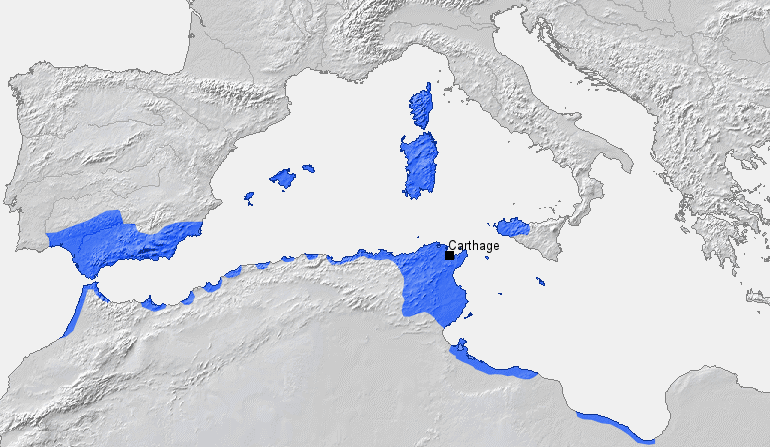
カルタゴ勢力範囲（紀元前264年頃、青色部分）。

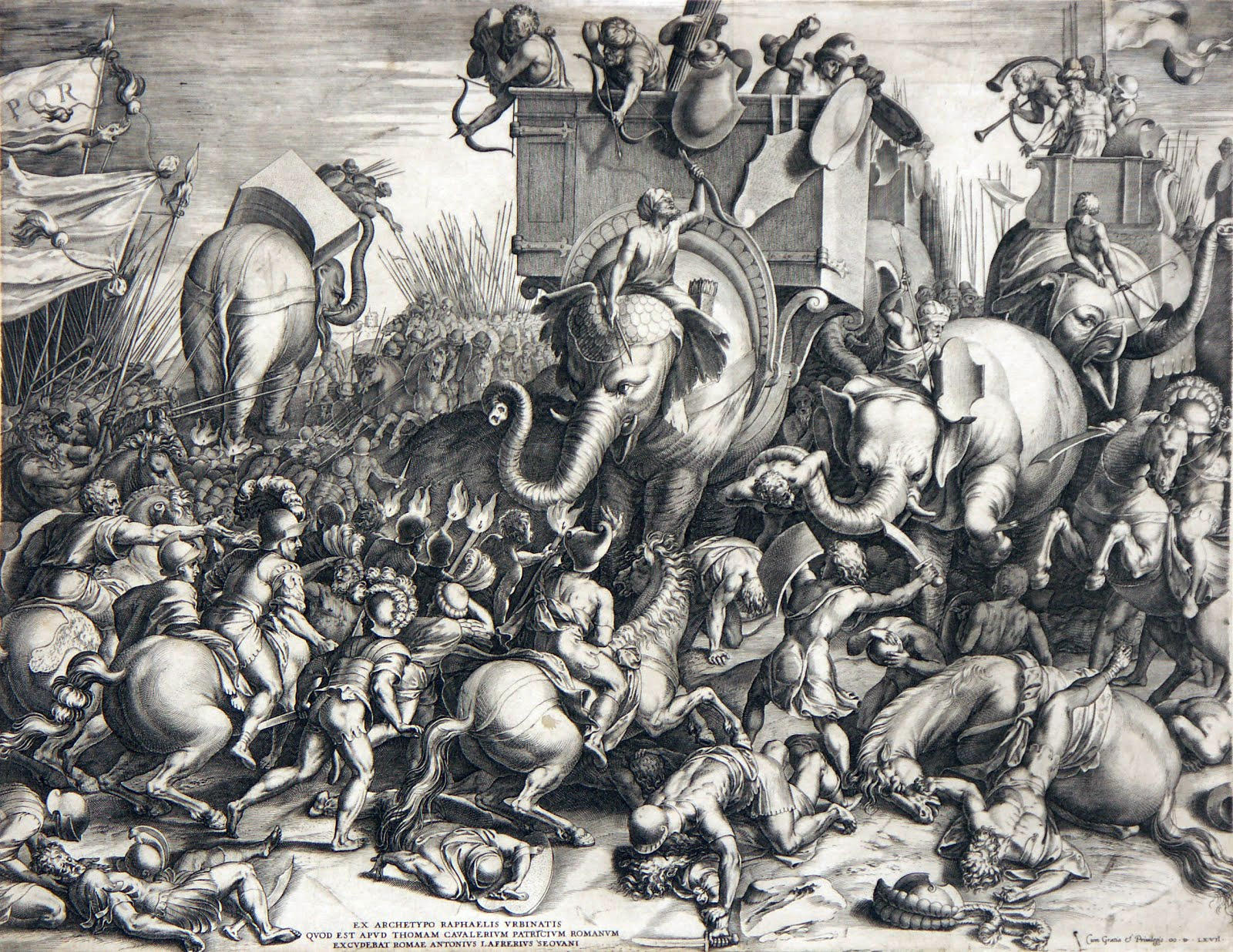
ザマの戦い。

先史時代以降、内陸部にはベルベル人が居住するようになっていたが、沿岸部には地中海交易で活躍していたフェニキア人が、交易拠点としてこの地に移住し、紀元前814年頃にカルタゴ市（ティルスの植民市）が建設された。カルタゴ帝国は商業を拡大する中で地中海やアフリカ沿岸に探検や入植市建設を行い北アフリカやシチリア島、サルデーニャ島、コルシカ島、バレアレス諸島、イベリア半島東部に植民市を築き、勢力下に置いた。「アフリカ」は古代においては現在のチュニジアに当たる地域のみを指す言葉だったが、後にアフリカ大陸全体を指す言葉となった。
紀元前6世紀からシチリア島を巡って在地のギリシャ人植民市と対立し、三次に渡るシケリア戦争が繰り広げられた。紀元前264年からイタリア半島で勢力を伸ばしたローマ共和国との三次に渡るポエニ戦争を繰り広げた。第一次ポエニ戦争では敗戦によってコルシカとサルデーニャを失った。第二次ポエニ戦争ではハンニバル・バルカに率いられたカルタゴ軍がアルプス山脈を越えてイタリア半島に侵入し、ローマを存亡の危機に脅かしたが、ローマが態勢を立て直すとスキピオ・アフリカヌスの率いるローマ軍がアフリカに上陸し、ザマの戦いでハンニバルを破ってカルタゴは敗北した。敗北したカルタゴはアフリカ以外の全ての領土を喪失し、多額の賠償金を課せられたが、カルタゴは驚異的な速度で復興し、賠償金を完済した。カルタゴの復活を恐れたローマは第三次ポエニ戦争でカルタゴを征服し、紀元前146年にカルタゴは滅亡した。

## ローマ帝国属州アフリカ

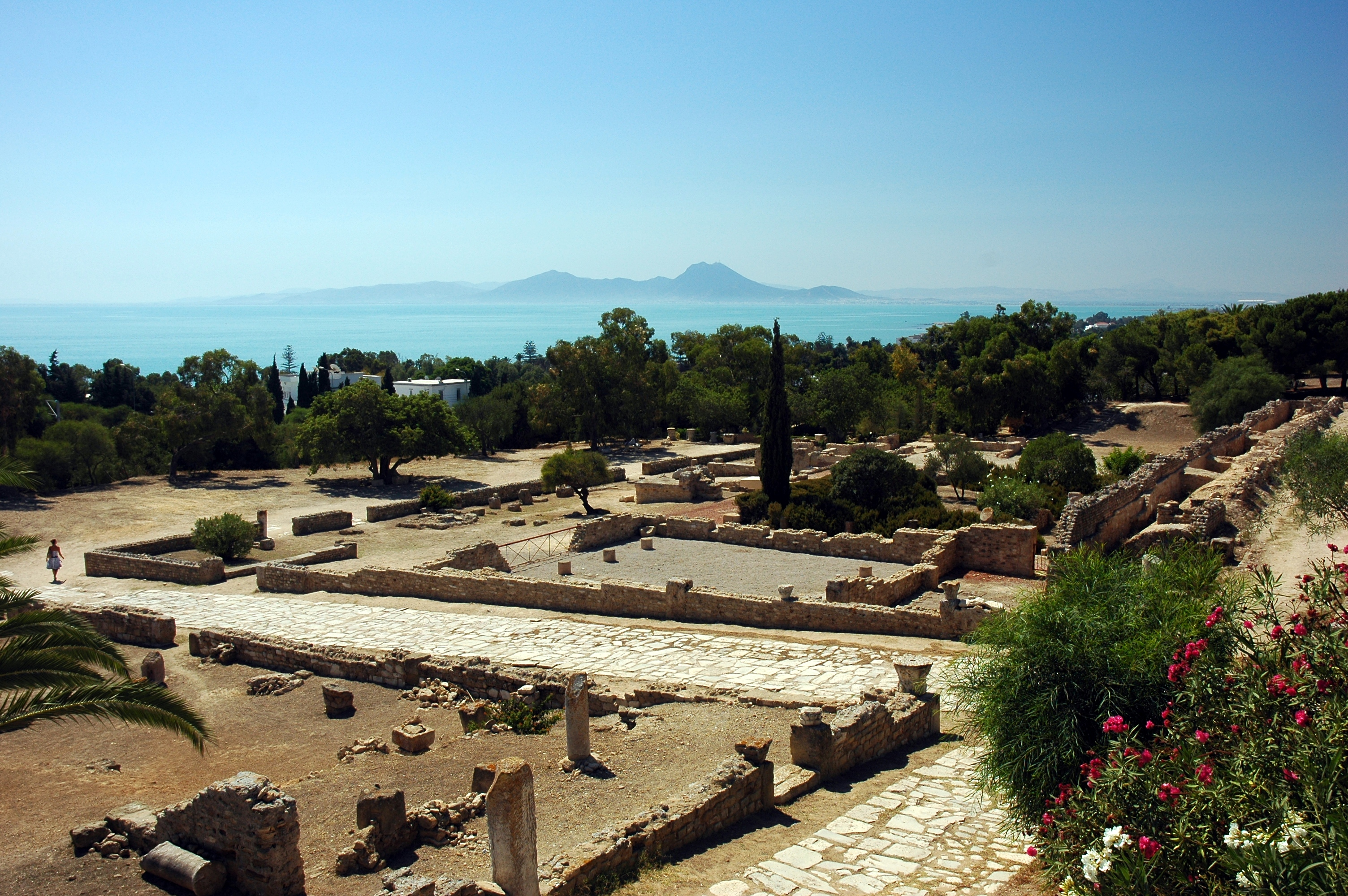
カルタゴの遺跡。現存するカルタゴの遺構はローマ期に再建されたものである。

カルタゴが滅亡すると、領土は全てローマのアフリカ属州に組み込まれた。ローマ共和国の統治下でカルタゴ市は再建され、北アフリカの中心都市として栄えた。ローマ風の建築物が建てられるなどローマ化が進み、キリスト教も普及していった。
ローマ帝国の東西分裂後、チュニジアは西ローマ帝国の統治下に置かれた。5世紀になるとゲルマン系のヴァンダル人が侵入し、ヴァンダル王国が建国された。ヴァンダル王国は一時西地中海の制海権を抑えて繁栄したものの、534年に東ローマ帝国のユスティニアヌス帝によって滅ぼされ、これ以降は東ローマ帝国に組み入れられた。
7世紀からイスラーム勢力のウマイヤ朝がチュニジアにまでジハードを敢行し、アラブ人の侵入が進んだ。640年以来カルタゴはアラブ艦隊の攻撃を受けるようになり、670年にはアラブ人支配地域でカイラワーンが建設された。東ローマ帝国とベルベル人は共同でアラブ人と戦い、683年に襲撃してきたアラブ軍を撃退した。この敗退によってカイラワーンはベルベル人の支配下に置かれたが、688年にアラブ軍がカイラワーンを奪回し、その後ハッサーン・イブン・ヌマーンの遠征によって692年にカルタゴはウマイヤ朝によって攻略された。697年に東ローマ帝国がカルタゴを再攻略したが、ハッサーン率いるウマイヤ朝軍にベルベル人を率いた女王カーヒナと東ローマ帝国の連合軍は敗れ、698年にアラビア人がカルタゴを再奪取し、カーヒナは戦死した（カルタゴの戦い (698年)）。こうして紀元前から続いたローマ人のアフリカ支配は終焉し、ベルベル人はアラブの支配に服することになった。

## チュニジアのイスラーム化

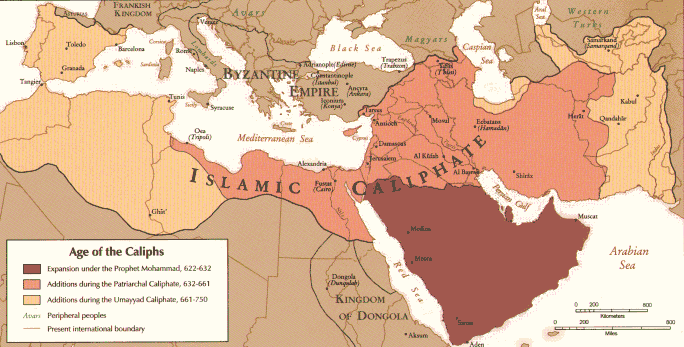
イスラーム世界の拡大。

征服後、この地域の中心はカルタゴからカイラワーンやマフディーヤに移動した。チュニジアはアラビア語でイフリーキヤと呼ばれるようになり、イスラーム教徒のアラブ人が土着のベルベル人を支配したことで、この地域のイスラーム化、アラブ化が進められた。チュニジア征服後アラブ人は西進し、スペインに達して西ゴート王国を征服した。737年にはザイトゥーナ大学が創設された。しかし、不正な統治が続いたため、征服直後からベルベル人とマシュリクから流入したハワーリジュ派が連合してウマイヤ朝の支配に反乱を起こすようになった 。
その後アッバース朝の支配下に入ったが、アッバース朝カリフの指導力低下に伴って、800年にイブラーヒーム・ブン・アグラブがアグラブ朝を建国した。アグラブ朝は名目上アッバース朝の属国だったが、実際には独立していた。アグラブ朝はシチリア島に遠征し、831年にパレルモを攻略した。イタリアの諸侯は反撃したが効果は上がらず、10世紀までにシチリア島全土がアグラブ朝の支配下に置かれた。この時代にはイスラーム化とアラブ化が進み、ザイトゥーナ・モスクやカイラワーンのモスクの造営が行われた。
10世紀に入るとマシュリクからイスマーイール派が流入し、909年にアグラブ朝は滅ぼされてファーティマ朝が成立した。ファーティマ朝は建国当初よりカリフを称してメソポタミアのアッバース朝との対立姿勢を強く打ち出し、ムイッズの治世においてイフシード朝を倒してエジプトにまで勢力を伸張させた。エジプト征服後、ファーティマ朝はマフディーヤからカイロに移転したため、イフリーキヤの統治はズィール家に任され、973年にブルッギーン・イブン＝ズィーリーによってズィール朝が成立した。第二代のマンスールがファーティマ朝からの独立を宣言し、その後ズィール朝はアッバース朝の宗主権に服したが、11世紀初頭に内紛によって国家は分裂し、1050年のアラブ系のスライム族とヒラール族の侵入によりチュニジアは大混乱に陥った。ズィール朝はこの混乱を収めることができずにカイラワーンを放棄してビジャーヤに逃れ、チュニジアは都市国家が乱立する無政府状態に陥った。スライム族とヒラール族の侵入によって、ベルベル人が多かった農村部でもチュニジアのアラブ化が進んだ 。
チュニジアが衰退する中、イスラームの勢力圏だったシチリア島はキリスト教徒のノルマン人によって奪還され、ズィール朝は1140年にシチリア王国の属国となり、1148年に滅ぼされた。ズィール朝の滅亡後、イフリーキヤはモロッコから勢力を伸ばしたムワッヒド朝の征服下に置かれた。

## ハフス朝時代（1229年-1574年）

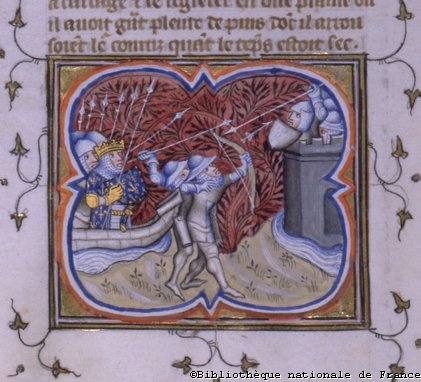
第8回十字軍によるチュニスの包囲。

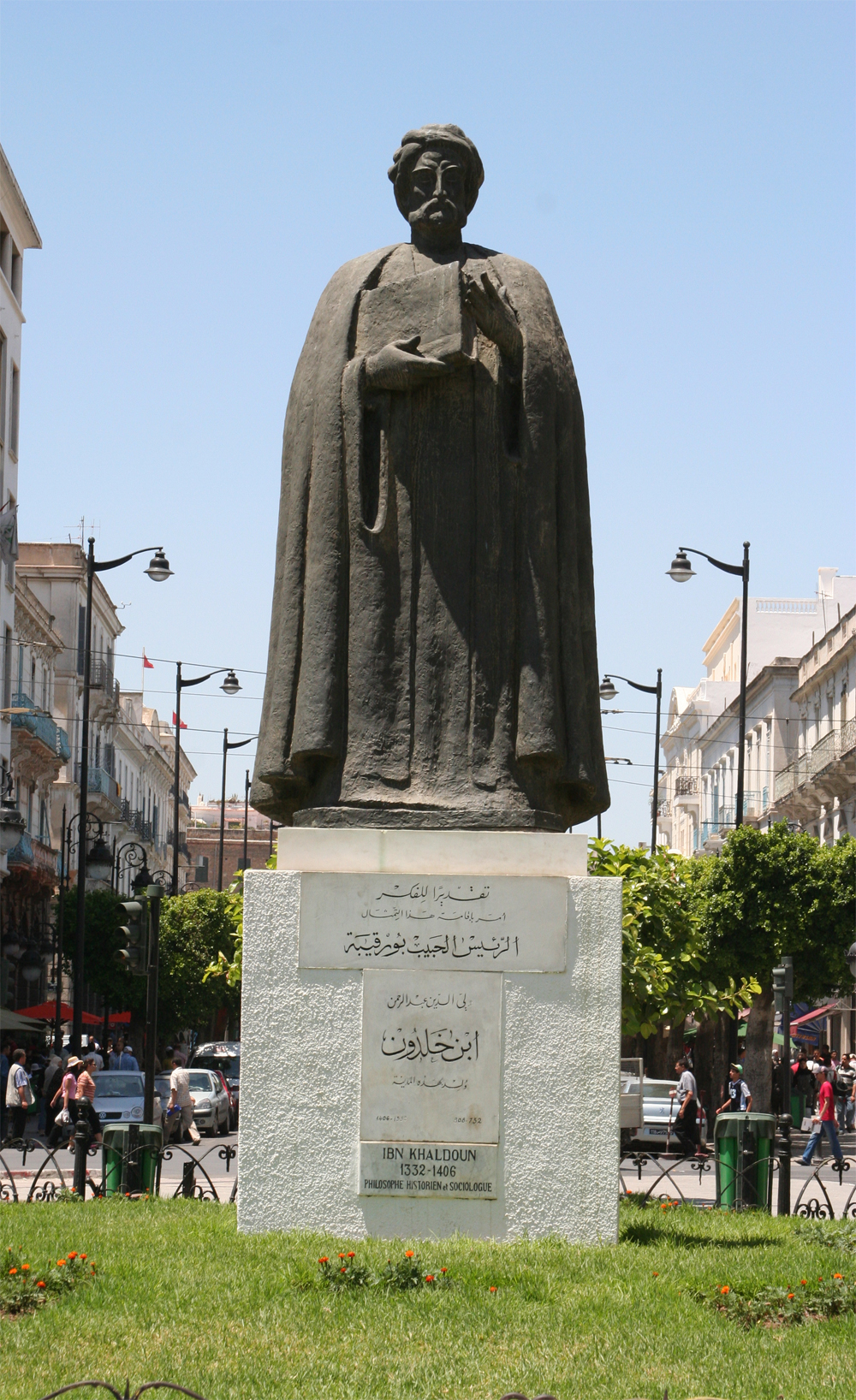
チュニスが生んだ大哲学者、イブン＝ハルドゥーンの像。

1229年にムワッヒド朝の統治からチュニス総督だったハフス家のヤフヤーが独立し、ハフス朝が成立した。ハフス朝成立以来、チュニジアの中心はカイラワーンからチュニスへと移った。初期のハフス朝はシチリア王国を統治していた神聖ローマ帝国のフリードリヒ2世と友好関係を結び、ジェノヴァやバルセロナ、ヴェネツィアの商人との通商関係を築いた。ローマ教皇とアンジュー伯シャルルによってホーエンシュタウフェン朝が滅亡すると、シャルルはシチリアの支配を盤石にし、地中海帝国構想を実現するために兄のルイ9世にチュニジアへの十字軍を要請した。1270年の第8回十字軍では、カペー朝フランス王国の聖王ルイがチュニジアに侵攻したが、ルイ9世は病死し、スルタンムンタスィルによって十字軍は撃退された。
西はアルジェにまで至る領域を支配したハフス朝だったが、14世紀に入るとハフス朝内で諸勢力が分立し、1347年にはモロッコのマリーン朝にチュニスを奪われるにまで弱体化が進んだ。1370年に即位したアブー・アッバース・アフマド2世はハフス朝の再統一事業を行い、1394年に即位したアブー＝ファーリスによってハフス朝は再び北アフリカの強国となった。1492年にレコンキスタによってスペインがナスル朝グラナダ王国を滅ぼすと、北アフリカ一帯に亡命アンダルシア人が流入し、チュニジアにもアンダルシアのムスリムやユダヤ人（セファルディム）が定着した。16世紀に入ると領内の分裂が加速した。同じ頃にトレムセンのザイヤーン朝がスペインの攻撃によって弱体化すると、1533年にアルジェを支配していたバルバリア海賊のバルバロス・ハイレッディンはオスマン帝国に臣従した。1534年にはオスマン帝国軍によってチュニスが攻略され、アルジェリア方面から攻撃を開始したオスマン帝国からの防衛のために、スルタンのハサンは神聖ローマ皇帝カール5世に援軍を頼み、1535年にスペイン軍がチュニスを攻略し、ハサンの復位と共にハフス朝はスペインの保護国となった。しかし、オスマン帝国の勢いは止まらず、1550年にトレムセンが陥落し、ザイヤーン朝が滅亡し、1574年にはオスマン帝国のスィナン・パシャによってチュニスが陥落し、ハフス朝も滅亡した。
ハフス朝の統治下では『歴史序説』を著した歴史家イブン・ハルドゥーンなど優れた学者が現れ、チュニスは北アフリカの学問の中心地として栄えた。

## オスマン帝国属領時代（1574年-1705年）
1574年にハフス朝は滅亡し、チュニジアはオスマン帝国の属領となった。当初オスマン帝国は「デイ」（パシャ）と呼ばれる軍司令官をチュニジアに派遣したが、オスマン帝国の弱体化が進む中で、「ベイ」を名乗るトルコ系の軍人たちはパシャから権力を奪取し、イスタンブールのオスマン政府から独立した統治を行うようになった。ベイの地位は世襲化され、1613年にムラード朝が成立した。
こうして成立した王朝はオスマン帝国に貢納を支払い、形式的にオスマン帝国のスルタンにベイの称号を受けた。この時期にほぼ現在のチュニジアの領域が確立した。内政面ではトルコ系の軍人が重用され、土着民は政治から遠ざけられた。17世紀初頭にスペインでモリスコの追放が進んだため、チュニスは多くのモリスコを受け入れ、8万人以上のモリスコがチュニスに居住するようになった 。マグリブではマーリク派が優越していたが、オスマン帝国の公式法学はハナフィー派だったため、ハナフィー派のモスクの建設が進んだ。外交面ではチュニスはオスマン帝国から実質的に独立していた 。さらにこの時代にチュニスはアルジェと共に北アフリカのバルバリア海賊の大拠点となり、ヨーロッパ諸国やアメリカ合衆国はフサイン朝が衰退する19世紀半ばまで、自国の船舶の安全を確保するためにチュニスのベイに貢納を行った。

## フサイン朝時代（1705年-1881年）

### チュニジアの近代化

チュニスのベイの旗。

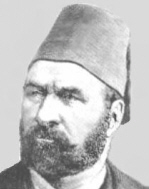
ハイルディーン・パシャ。

1705年にムラード朝が滅亡すると、同年フサイン朝が成立し、フランス統治時代を挟んで252年間に亘り統治を行った。
1824年に即位したフサイン2世は、1831年にチュニジアの国旗を制定した。
19世紀前半より東から1835年に当地で自立していたカラマンリー朝リビアを再征服したオスマン帝国の圧力が強まり、西からは1847年にアルジェリアを征服したフランスの圧力が強まる中で、チュニジアは独立を維持するために、エジプトのムハンマド・アリー改革やオスマン帝国のタンジマートに倣った富国強兵政策などの近代化政策を図った。
1837年に即位したアフマド・ベイは中央集権化を進めると共に、税制改革、徴兵制の導入、服装のヨーロッパ化、士官学校の建設、ザイトゥーナ大学（737年創設）の改革、常備軍の新設、国立工場の建設、フランス人軍事顧問団の受け入れなど富国強兵政策を実現した。また、1846年に奴隷輸入の禁止も実現され、フランスよりも早かった奴隷制廃止の実現は、フランスの奴隷制廃止論者であり、後に第二共和政下で奴隷制廃止を実現したヴィクトル・シュルシェールに大きな影響を与えた。
近代化＝西欧化政策はアフマド・ベイの没後も続き、1859年に即位したサドク・ベイの時代には西欧化推進派の官僚だったハイルディーン・パシャが主導権を握り、フランス領事のレオン・ロッシュの助言を経て近代化＝西欧化が進められた。1861年には憲法（ドゥストール）が施行され、チュニジアは近代的な議会や裁判所が備わった立憲君主制国家となった。この憲法はオスマン帝国のミドハト憲法より15年早く制定され、サドク・ベイはイスラーム世界・アフリカ世界初の立憲君主となった。しかし、1864年に西欧化政策による増税や英仏の干渉に反対して民衆蜂起が勃発すると、欧化主義者が責任を取る形で失脚し、保守派が復権して憲法は停止された。富国強兵政策による借款も大きな負担になり、1869年には財政破綻へと追い込まれ、チュニジアは英仏伊による財政管理国家に転落した。こうして植民地化の危機が現実のものになったため、オスマン帝国との繋がりを強化する必要が生じ、それまで実質的に独立していたチュニジアは1871年に正式にオスマン帝国の主権下にあることを認めざるを得なかった 。
1873年に欧化主義者のハイルディーンは復権し、首相として財政の健全化のための改革を進め、サディーキ校の創設などがなされたが、1877年に保守派によるクーデターで再びハイルディーンが失脚すると、チュニジアの自力更生は不可能な状態となった。

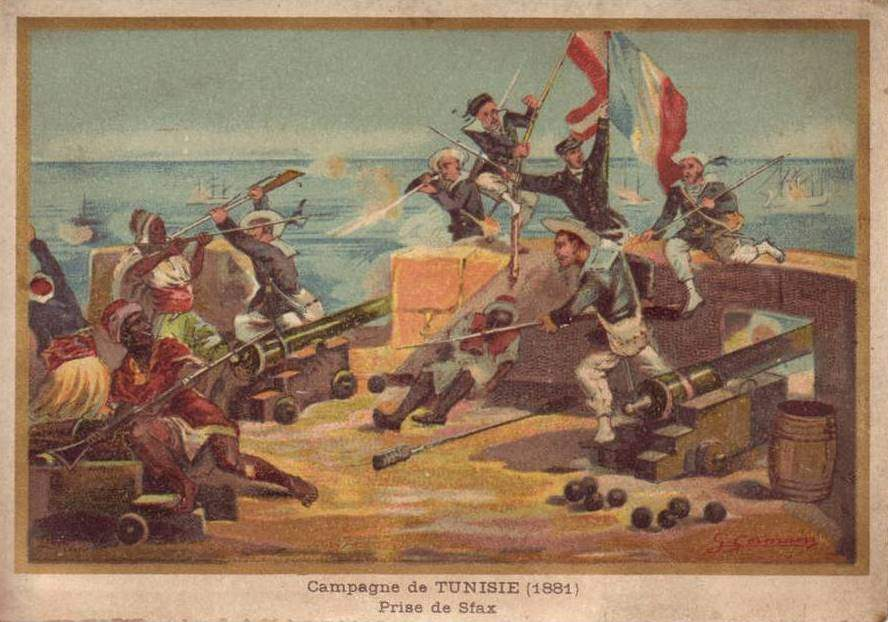
フランス軍によるスファックス侵攻。

既に19世紀半ばより西の隣国アルジェリアはフランスによる植民地化が進められていた。一方、1861年にリソルジメントを達成した対岸のサヴォイア朝イタリア王国もチュニジアを狙っており、ハイルディーンは列強間の対立を利用して独立を維持しようとしていたが、1878年のベルリン会議では、イタリアとフランスがチュニジアの鉄道敷設権を巡って対立したが、最終的にイタリアが折れ、西欧列強によってチュニジアにおけるフランスの優先権が確認された。こうした状況下でフランスによるチュニジア侵攻が行われ、1881年のバルドー条約、1883年のマルサ協定でフランスの保護領となった。

## フランス保護領時代 （1881年-1956年）

### フランス人による支配

フランス保護領チュニジアの国旗。

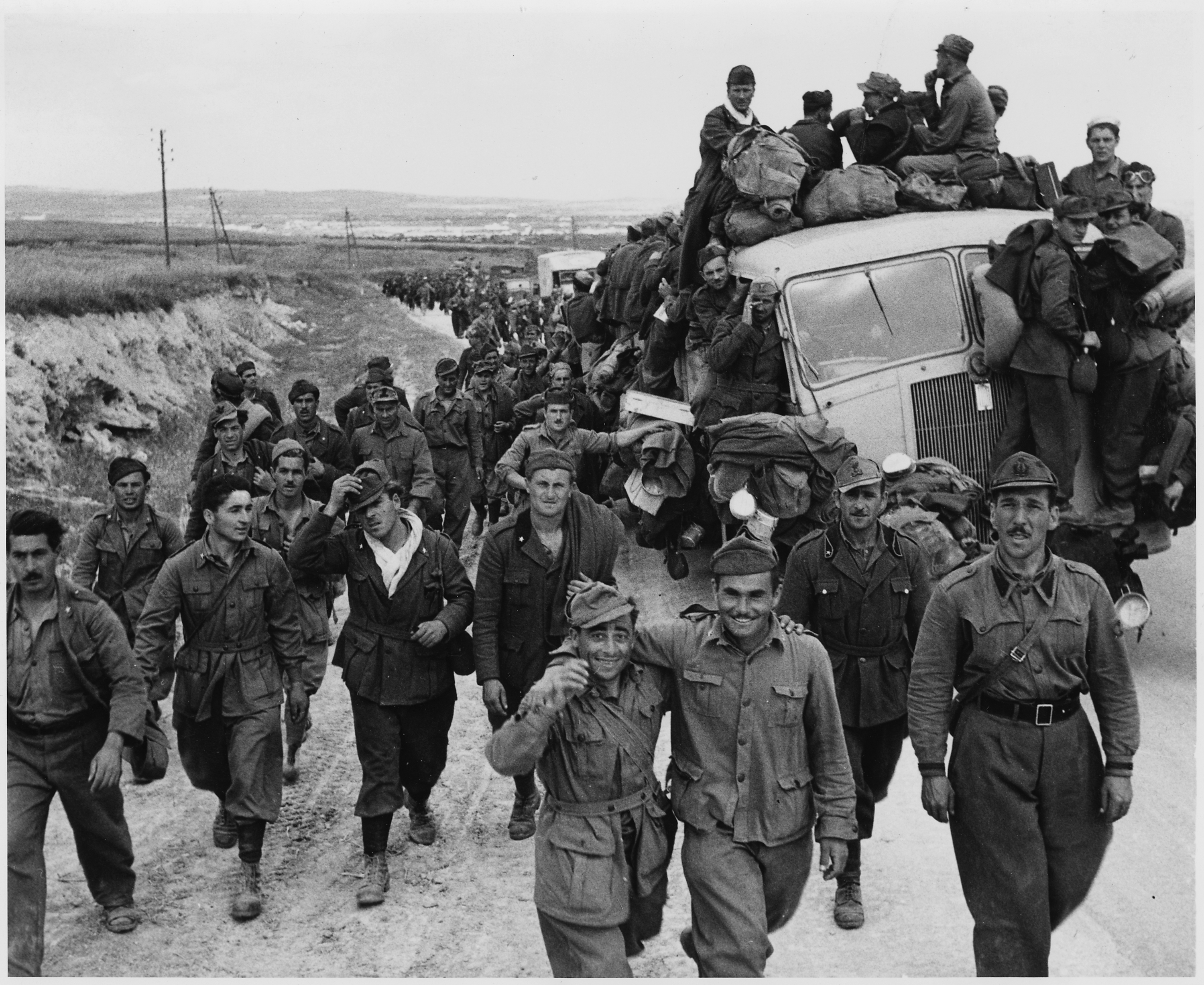
枢軸軍の捕虜。

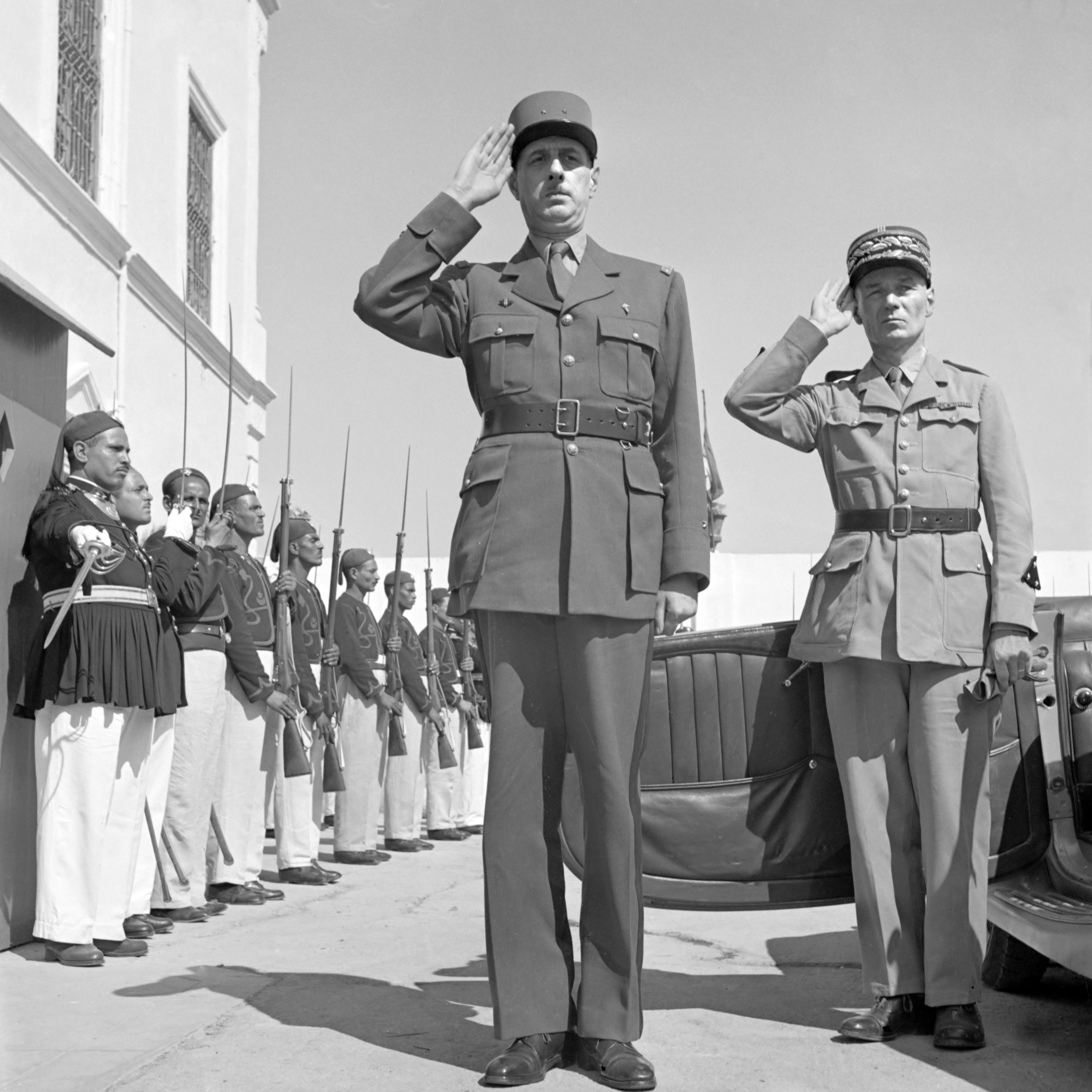
カルタゴにて指揮を執るシャルル・ド・ゴール（1943年6月）。

チュニジア侵攻の結果、ベイは名目のみの君主となり、事実上の統治はフランス人の総監が行い、さらに政府および地方自治の要職もフランス人が占めた。
植民地化後、フランス人農園主によって小麦やオリーブのプランテーションが開発され、イタリア人農民と競う形でフランス人農民が入植し、多くの土地が入植者の手に渡った。1880年にフランス資本によってリン鉱石の採掘が開始され、リンはチュニジアの主要輸出品となった。
1907年にはチュニジア独立を目的とする結社、「青年チュニジア党」が創設された。1914年に第一次世界大戦が勃発すると、チュニジアからも若年男性が労働力や兵士として徴用された。戦後、青年チュニジア党はチュニジア人の市民権の承認、チュニジア人の政治参加、立憲君主制の憲法を制定することを目標に活動を始め、1920年にチュニスで「ドゥストゥール党（立憲党）」に発展的に解消した。ドゥストール党とフランス政府との交渉の結果、1921年3月にチュニジアの戒厳令が解除された。間もなくドゥストール党から改革党が分裂した。1922年にはナスール・ベイが自らチュニジア人の要求を代表してフランスに憲法制定を要請し、フランスは妥協案として統監の主宰下にあった諮問委員会の機能が部分的に強化された大評議会を開設するなど、一定の改革を施した。1926年にはパリでフランス共産党の影響を強く受けたアルジェリア人労働者とチュニジア人労働者が共同で「北アフリカの星」を創設し、チュニジアにも反帝国主義思想と社会主義思想がもたらされた。
1921年にチュニジアの人口は2,093,900人に達し、フランス人の比率は総人口の2.6%に達した。総人口の内、約7.4%がヨーロッパ人だった。
1929年の世界恐慌により、資本主義経済が浸透していたチュニジアの経済も大打撃を受けた。1930年にはカルタゴでアフリカ大陸初のカトリック聖体大会が開催されたが、この措置はイスラーム教を奉ずる大多数のチュニジア人の不満を呼んだ。1934年にドゥストール党は分裂し、ハビーブ・ブルギーバの指導する「新ドゥストゥール党」はチュニジアの完全独立を要求した。ブルギーバは同年9月に逮捕された。
1939年に第二次世界大戦が勃発し、1940年にナチス・ドイツの侵攻によって第三共和政が崩壊すると、フランス本土ではヴィシー政権が誕生した。当初チュニジアはシャルル・ド・ゴールの自由フランスの呼びかけに応じず、ヴィシー政権の指導下に入った。1942年11月に北アフリカ戦線のドイツ軍とイタリア軍がエル・アラメインの戦いでイギリス軍に敗れると、独伊両軍は同年中にチュニジアにまで敗走した。チュニジアは両陣営の戦場となり、連合軍がチュニジアの枢軸軍を破るのは翌1943年5月のことだった。
獄中のブルギーバはドイツ軍により釈放され、枢軸国への協力を要求されたがブルギーバはこれを拒否した。一方、チュニジアを統治していたモンセフ・ベイはヴィシー政権との関係のためにドイツ軍の要求を受け入れざるを得ず、このために連合軍によってチュニジアが自由フランス領になると、自由フランス政府はモンセフ・ベイを対独協力の罪で退位させた。これ以降、チュニジア独立運動の指導者はベイからブルギーバと新ドゥストゥール党に移ることになる。
1945年にブルギーバは亡命したが、新ドゥストゥール党はチュニジア労働総同盟と結びついて独立運動の主導権を確立し、フェッラーグ（匪賊）と呼ばれるゲリラ組織を指導してフランス政府に対してゲリラ戦で対抗した。1954年に第一次インドシナ戦争がフランスの敗北で終わると、フランスのピエール・マンデス＝フランス首相はゲリラに手を焼いたこともあり、チュニジアに内政上の自治を認める協定を決議した。この決議により帰国したブルギーバは新ドゥストゥール党内で反ブルギーバ派の代表だったサラー・ベンユースフを解任し、党をまとめた。折しもモロッコで独立運動が高揚しており、フランス政府は王制を維持することを条件にモロッコの独立とチュニジアの独立を認めたために、1956年3月20日にムハンマド8世アル・アミーン国王を擁してチュニジア王国は独立した。

## 独立と現代チュニジア（1956年-）

### 王朝の終焉と共和国の成立

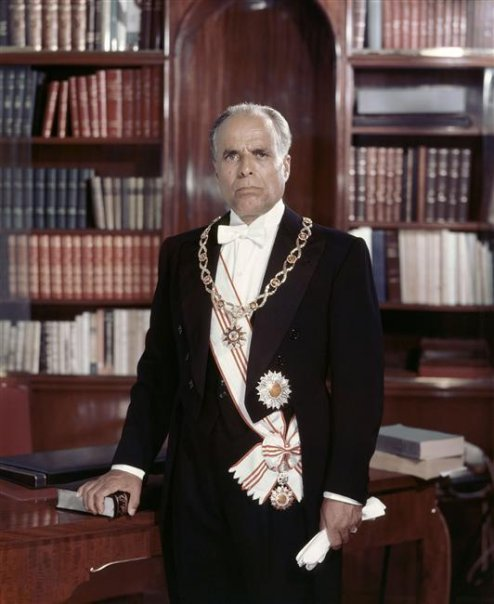
初代大統領 ハビーブ・ブルギーバ。

独立後、王国の初代首相にはブルギーバが選ばれた。翌1957年にブルギーバはベイを否定して共和制宣言を行い、大統領制が採用され、チュニジア共和国が成立した。こうして首相から横滑りで大統領となったブルギーバは、1958年の新ドゥストゥール党大会で党と政府を完全に掌握し、同年ヨーロッパ人所有地の国有化政策が発表された。1959年には憲法を制定して社会主義政策を採用した。
チュニジアは独自のドゥストール社会主義を採用したものの、ブルギーバの現実的な政策から対外政策は穏健なものになった。独立当初のフランスとの関係は例外的に悪化し、アルジェリア戦争中の1961年にフランス軍とチュニジア軍が衝突したが、1963年9月にチュニジアのビゼルト基地からフランス軍が撤退すると、以降ブルギーバは親欧米政策に徹した。第三世界諸国との関係では、アラブ世界との関係においては1958年にアラブ連盟に加盟した。チュニジアはエジプトのナセル主導の汎アラブ主義には反発しつつも1967年の第三次中東戦争と1973年の第四次中東戦争ではアラブ側で派兵した。1982年のレバノン内戦により、パレスチナ解放機構（PLO）がレバノンを追われると、PLOの本部がチュニスに移動した。アフリカ世界との関係においては、1963年のアフリカ統一機構（OAU）の原加盟国の一国となった。
内政面では社会主義思想とブルギーバによる社会主義に影響を受けたイスラームの教義の独自解釈によって、重婚の禁止、離婚法の制定、ラマダーン（断食）の最中の労働の合法化など世俗的な改革が進められた。1962年から三カ年計画が実施され、フランスとの激しい対立政策により、フランスからの援助が得られなくなったためにアメリカ合衆国や東ヨーロッパ諸国などの援助により、インフラストラクチュアや教育の拡充が進められた。経済面では1964年に南部で油田が発見され、チュニジアも産油国の一員となった。アフマド・ベンサラー経済相による農業の集団化が進められたが、累積債務の増加など経済政策の失敗が明らかになると1969年にベンサラーが解任され、社会主義経済政策は終焉した。
1969年にブルギーバは体力の衰えから首相職を設置した。1970年に自由主義者のヘディ・ヌイラが首相に就任すると、チュニジアの経済政策は自由主義に路線変更した。1974年1月にはリビアのカダフィ政権と相互にチュニジア・リビア両国の合邦を宣言し、アラブ・イスラム共和国（チュニジア・リビア連合）の成立が宣言されたが、同年中に崩壊した。この措置にはマスムーディ外相をはじめとするマシュリク（東方アラブ）諸国との友好を求める勢力の意向があった。
ヌイラの政策も当初は石油輸出や観光業の振興によって経済が安定したが、1978年の「暗い木曜日事件」と、1980年のリビアで訓練されたチュニジア人武装組織がガフサを襲撃したガフサ事件によってヌイラは失脚し、後を継いだムザーリー首相は事実上の一党制から複数政党制への移行を約束した。しかし、複数政党制への移行は実現せず、1983年にはチュニスで食糧暴動が発生するなど社会不安が高まり、この事件による経済低迷により、ムザーリーはブルギーバに解任された。

### 23年間の独裁

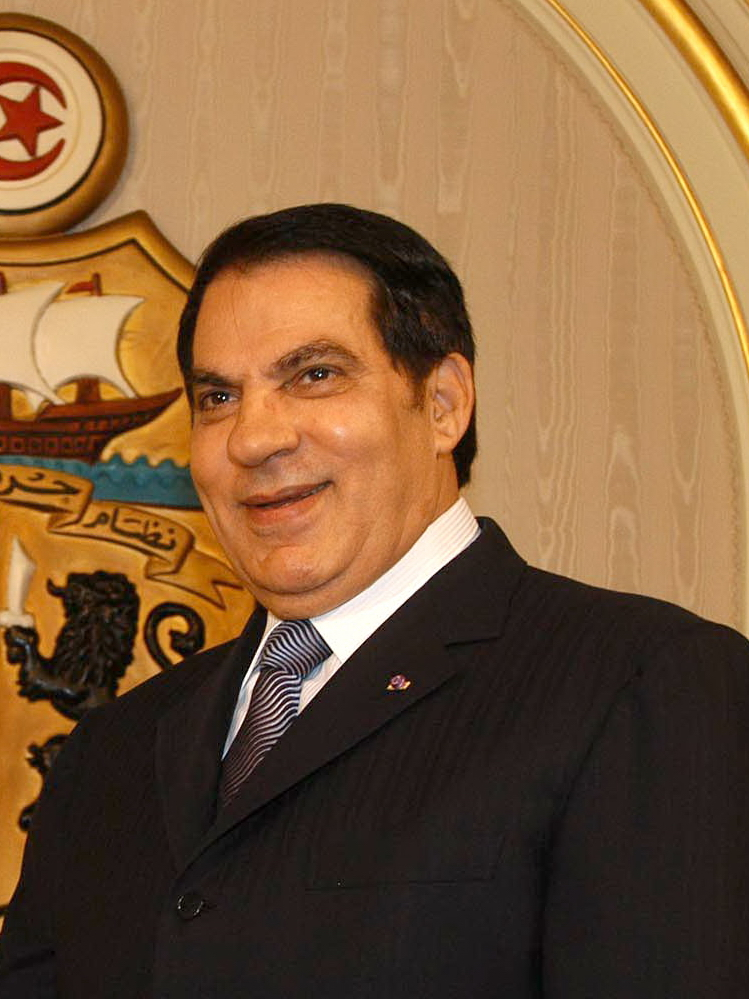
第二代大統領 ザイン・アル＝アービディーン・ベン＝アリー。

後任のスファル首相が1987年に解任された後、同年10月にブルギーバはベン・アリーを首相に任命したが、高まる政治不安への国民の不満を背景に行われた同年11月の無血クーデターによってブルギーバはベン・アリーに解任された。当時84歳だったブルギーバは終身大統領を辞し、ベン・アリーが大統領に就任した。
ベン・アリーは1988年に憲法を改正して複数政党制を認め、経済面でも世界銀行の構造調整計画を受け入れて経済の再建を行い、1970年代半ばから続いていた政治的危機も克服した。このような功績によりベン・アリーは1989年の選挙で再選された。しかし、同時にあった議会の選挙では国会は与党が全議席を独占し、事実上の一党制の継続が確認された。
1991年の湾岸戦争ではイラクのサッダーム・フセイン政権を支持し、アラブ人の連帯を唱えた。1993年には初めて野党の出馬が許された選挙が実施された。1990年代には隣国アルジェリアでイスラム原理主義組織によるテロが繰り広げられ、内戦に発展したため（アルジェリア内戦）、原理主義組織は厳しく弾圧された。
2002年にはアフリカ連合（AU）の原加盟国となった。

### ジャスミン革命
2010年末に起こったジャスミン革命（アラビア語: ثورة الياسمين）によりベン・アリー政権は崩壊し、23年にも及ぶ独裁体制に終止符が打たれた。
現在では、イスラム諸国のなかでは比較的穏健なソフトイスラムに属する国であり、中東と西洋のパイプ役を果たしている。観光地としても発達し、アフリカの国の中では良好な経済状態である。

### 革命後の民主化
2011年10月23日、政変後初めての選挙が行われた。2月末に誕生したカイドセブシ暫定政権の下で政党や広範な市民組織が参加してつくった「革命の目標達成に為の最高権力」(SAAGR)が民主的選挙を準備した。SAAGRは10月半ばに解散し、暫定政権から独立した選挙委員会を発足させた。一方で若者の失業率は相変わらず高い。
2015年3月18日にバルド国立博物館での銃乱射事件が発生。

### 新型コロナウイルスの感染拡大
2020年以降、チュニジア国内において新型コロナウイルスの感染が拡大。2021年1月14日からは全国的なロックダウンが行われた。しかしながら激しいインフレーションと高失業率で苦しむ貧困層が中心となった激しいデモが各地で繰り広げられるようになり、3日間で600人以上が逮捕された。
2021年9月、KaïsSaïedは2014年憲法の次の改革と新政府の設立を発表した。。

### その他
2022年7月、新憲法草案に関する国民投票を実施、翌8月公表の最終結果では賛成が94.6％、反対が5.4％であった。

## 脚註